# Iberis ciliata
Iberis ciliata är en korsblommig växtart som beskrevs av Carlo Allioni. Iberis ciliata ingår i släktet iberisar, och familjen korsblommiga växter.

## Underarter
Arten delas in i följande underarter:
- I. c. ciliata
- I. c. contracta
- I. c. welwitschii

## Bildgalleri

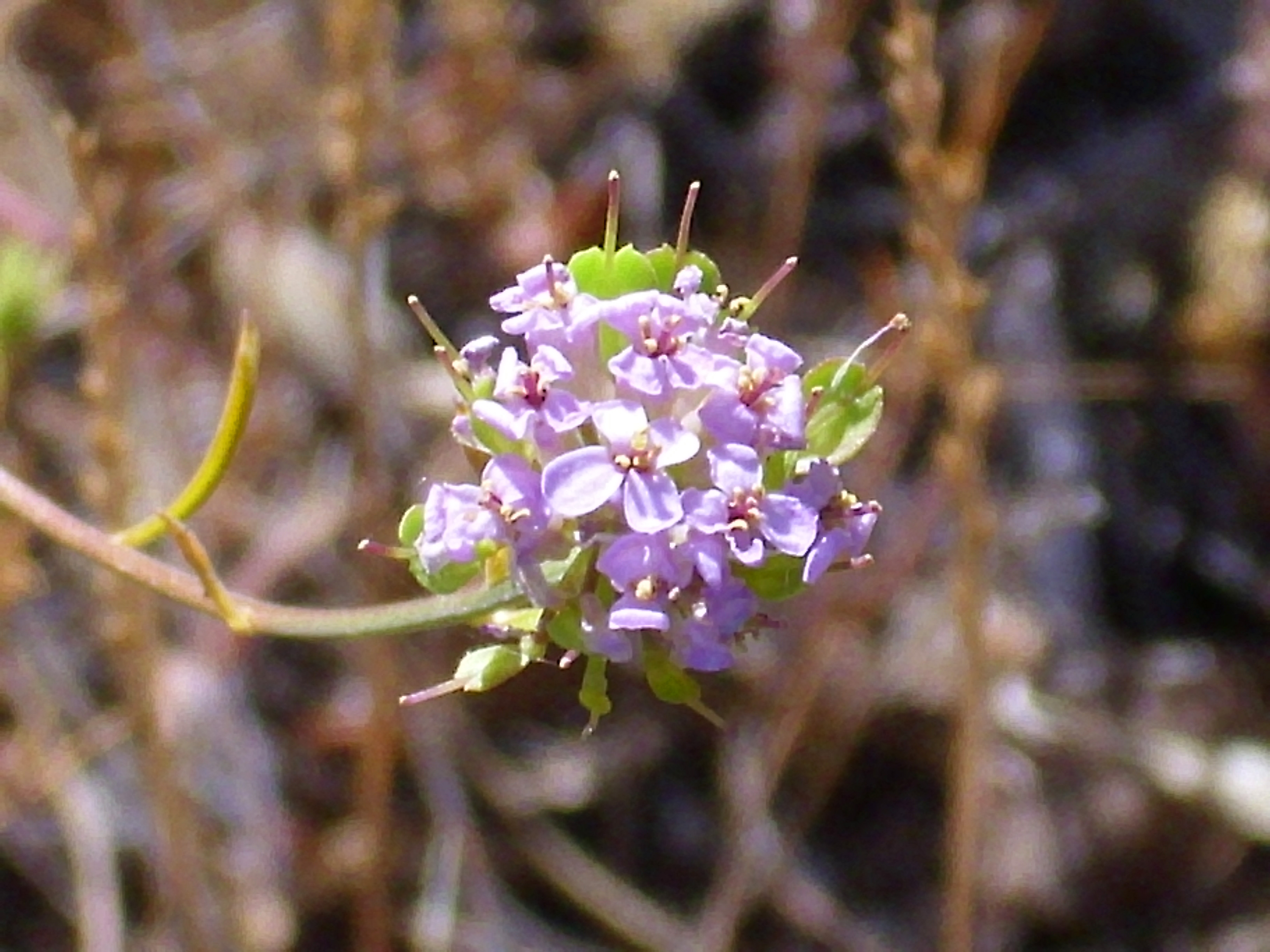
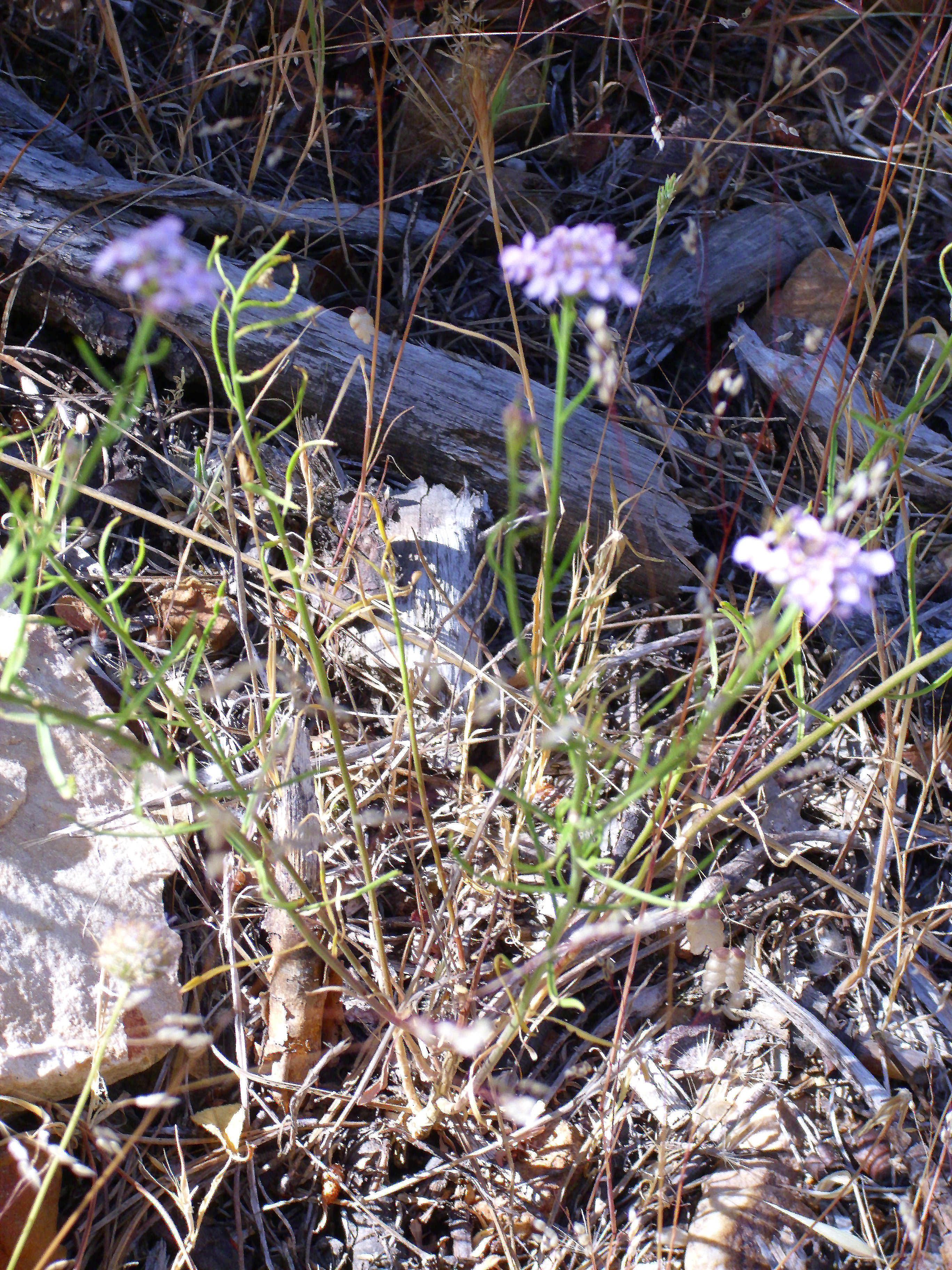
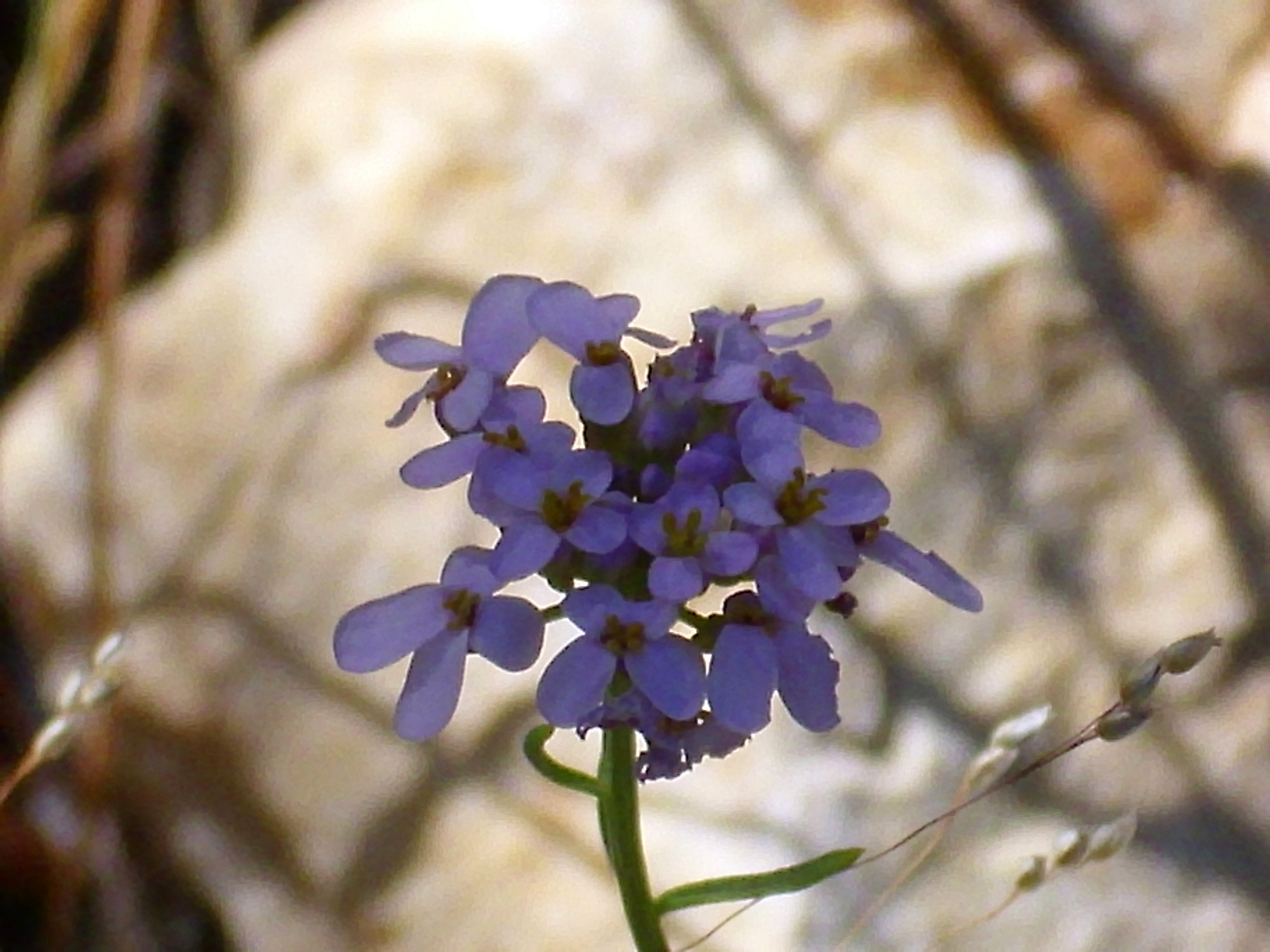
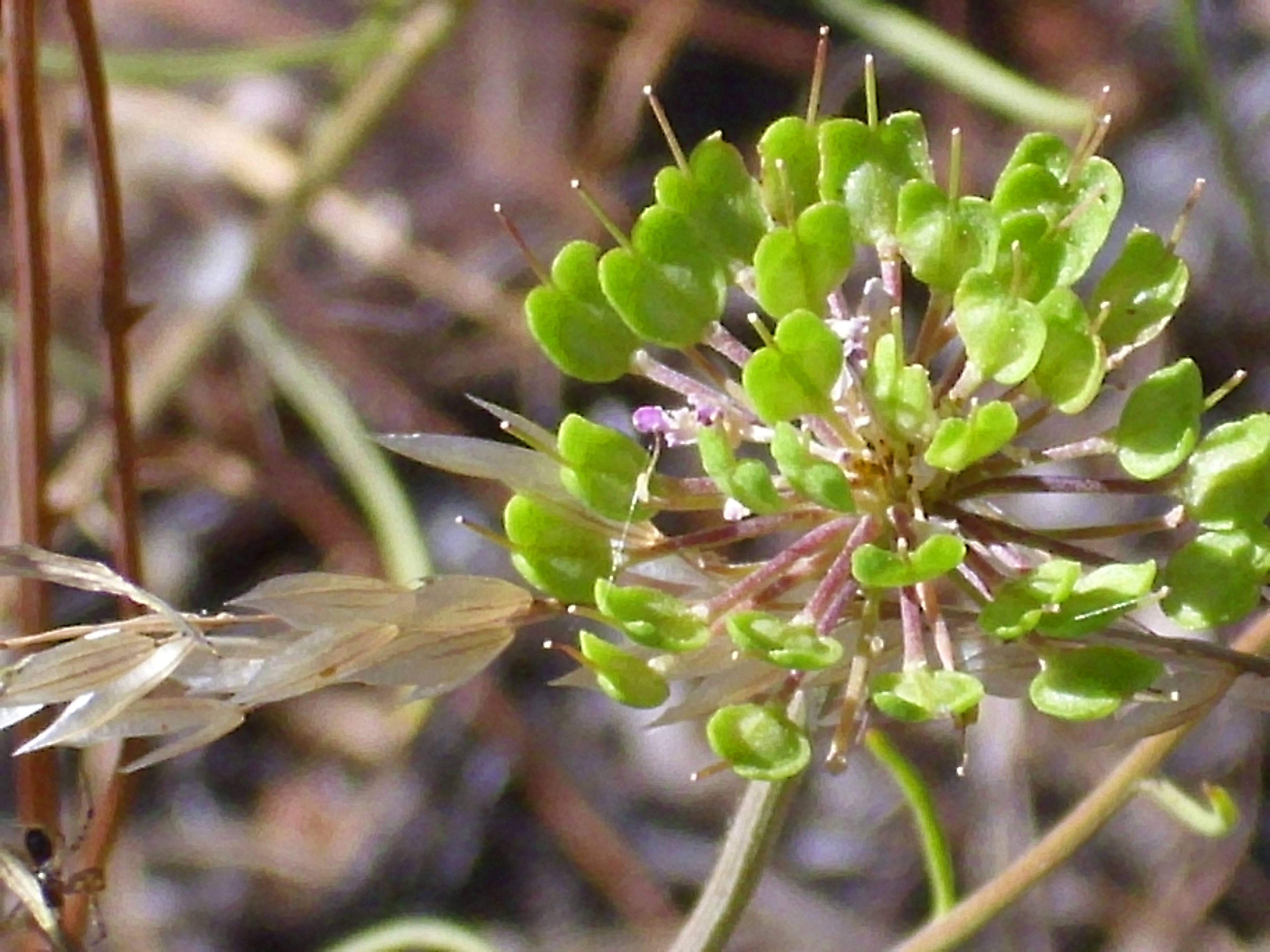